# Chilapa de Álvarez
Chilapa de Álvarez är en kommun i Mexiko.   Den ligger i delstaten Guerrero, i den södra delen av landet, 210 km söder om huvudstaden Mexico City. Antalet invånare är 105 146. Arean är 567 kvadratkilometer.
Terrängen i Chilapa de Álvarez är bergig åt sydväst, men åt nordost är den kuperad.
Följande samhällen finns i Chilapa de Álvarez:
- Chilapa de Alvarez
- Nejapa
- Tlamixtlahuacan
- Pantitlán
- Santa Catarina
- Tlaxinga
- La Mohonera
- Atenxoxola
- Cuonetzingo
- Tlacoaxtla
- Ahuihuiyuco
- Alcozacán
- Tepozcuautla
- Zizicazapa
- Ahuexotitlán
- San Marcos
- Lodo Grande
- Zoquitipa
- Macuixcatlán
- Mexcalcingo
- Amate Amarillo
- Xochitempa
- Zinzintitlán
- El Jagüey
- Cuadrilla Nueva
- Los Magueyes
- Santa Ana
- Ocuituco
- Xiloxuchicán
- Axopilco
- Los Amates
- Coaquimixco
- Tlanipatla
- Tepetlacingo
- Santa Cruz
- Zompeltepec
- Tepozonalco
- Popoyatlajco
- Tlalixtlahuacán
- Ahuixtla
- Acuentla
- Zinantla
- San Jerónimo Palantla
- Agua Zarca
- Ayahualco
- Popocatzin
- La Providencia
- Teypalco
- Calhuaxtitlán
- Ahuexotitlán II
- Mexcaltepec I
- El Paraíso
- Acazacatla
- Teomatatlán
- El Pinoral
- Agua Fría
- Coamacingo
- Vista Hermosa
- Xolotepec
- Tres Cruces
- Acostapachtlán
- El Terrero
- Lamazintla
- El Refugio
- La Villa
- Xochicalco
- San Antonio
- Santa Cruz
- Zacapexco
- Chautla
- Tecongo
- Tierra Blanca Ocotito
- El Limón
- Coatzingo
- Acahuehuetlán
- Colotepec
- Tlayelpan
- El Mezón
- Tenexatlajco
- El Peral
- El Calvario
- Tlalahuapan
- Papaxtla
- Buenavista del Río
- Miraflor
- Cerrito de San Marcos
- Jocutla
- Ahuacuotzintla
- Barranca Honda
- La Ciénega
- Flor Morada
- Tecongo II
- Pochutla
- Cajeltitlán
- Chacaltlá
- Tetliztac
- Tlatempa
- Tlalpizaco Ajacayán
- Matlala
- Zochitempa
- Cuamañotepec
- Olingachacatlán
- Tula Guerrero
- Tlalhuic
- Tetitlán de la Lima
- Comunidad Indígena Frente de Defensa Popular
- Xicaixtlahuac